# Kuni Matsuo
Kuninosuke Matsuo (松尾 邦之助, Matsuo Kuninosuke), plus connu sous le pseudonyme de Kuni Matsuo, né le 15 novembre 1899 et mort le 3 avril 1975, est un journaliste, écrivain et traducteur japonais.

## Biographie
Kuninosuke Matsuo, nait le 15 novembre 1899, dans la province de Shizuoka, au Japon. Son père, passionné de littérature, écrit des haï-kaï.
À l'age de 21 ans, il part pour Tokyo afin d'étudier le français à l’École des langes étrangères. Il a Albert Maybon comme professeur.
En 1922, il arrive à Paris et étudie les lettres à l’Université de Paris. Il a pour professeurs Daniel Mornet, Paul Fauconnet et René Worms.
En 1929, à Tokyo, Kuni Matsuo fonde avec Ryuko Kawaji, l'association Daisan-Keijdoméi afin de promouvoir la littérature française au Japon.
Avril 1930, il devient membre du comité exécutif du Rapprochement intellectuel franco-nippon, aux côtés de Sylvain Lévi, Albert Maybon, Émile Steinilber-Oberlin, René Maublanc et Seiji Ikoumi.
À l'été 1934, à Tokyo, il fonde avec Renzo Sawada, un groupe parlementaire franco-japonais, présidé par le prince Tokugawa Iesato.
Le 18 novembre 1935, à la Galerie Charpentier, il participe au vernissage d'une exposition de peinture japonaise sur soie,, organisé par le Comité franco-japonais. Évènement qui réunit l'ambassadeur Naotake Satō, son secrétaire Tadakatsu Suzuki (ja)[Qui ?], les peintres : Misao Kono (ja)[Qui ?] et Kiyoshi Hasegawa, ainsi que les auteurs: Kikou Yamata, Lionello Fiumi et Alfred Smoular.
En mai 1941, Kuni Matsuo quitte la France pour le Japon. Il décède le 3 avril 1975.

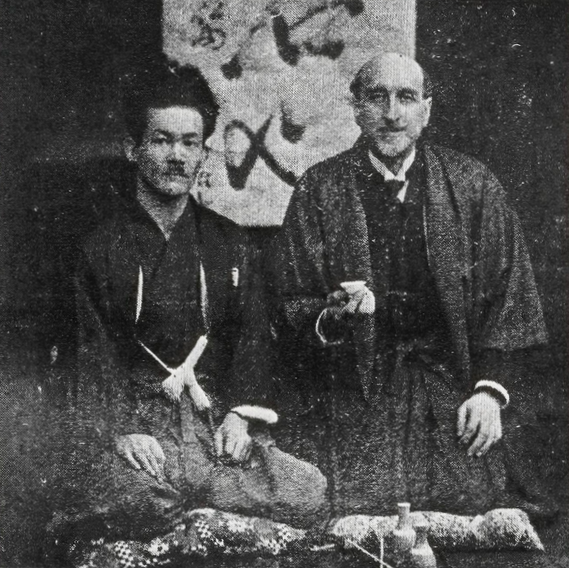
Kuni Matsuo (à gauche) avec Émile Steinilber-Oberlin vers 1928.

### Carrière journalistique et littéraire
Kuni Matsuo est rédacteur en chef de la Revue Franco-Nipponne. Présidée par un certain Akimassa Nakanishi,, elle est située au 7 de la rue du Débarcadère et son 1er numéro paraît le 15 février 1926. Le peintre Foujita, conseiller artistique de cette dernière, illustre plusieurs de ses numéros.
Il écrit occasionnellement dans le journal Comœdia,, et passe à son antenne, Radio Comœdia le 29 avril 1930.
À partir du début des années 1930, il est correspondant à Paris du journal Yomiuri shinbun.
Il fait partie des membres fondateurs de la revue Cahier bleu, basée au 36 rue Notre-Dame-de Lorette, dont le premier numéro parait le 8 octobre 1933
En 1934, il fonde, avec Alfred Smoular, la revue France-Japon, dont les bureaux sont situés au 136 avenue des Champs-Élysées. Kuni Matstuo en est le rédacteur en chef.
Il traduit de nombreux livres du japonais au français, et du français au japonais.

## Positionnement politique
En mars 1940, 6 mois avant que l'empire du Japon ne rejoigne les forces de l'Axe lors du pacte tripartite, Kuni Matsuo s'exprime auprès du quotidien La Liberté. Il déplore les mauvaises relations diplomatiques avec l'Angleterre et la France, l'incrimination de son pays par ces deux nations. Il se dit admiratif de la civilisation française tout en désavouant sa politique et admiratif de la discipline du peuple allemand mais déplore son machiavélisme.

## Publications

### Ouvrages
- Les sectes bouddhiques japonaises: histoire, doctrines philosophiques, textes, les sanctuaires, Les Éditions G. Crès, 1930 (coécrit avec Émile Steinilber-Oberlin).
- Histoire de la littérature japonaise des temps archaïques à 1935, Éditions Edgar Malfère, 1935[20](en collaboration avec Alfred Smoular et Ryuko Kawaji[21][réf. non conforme]).
- Anthologie des poètes japonais contemporains, Mercure de France, 1939[22].

### Traductions
Du japonais au français :
- Les chansons des Geishas, 1926? 1927?⇔[23].
- Le Masque, 1927[24].
- Les Haï Kaï de Kikakou, Les Éditions G. Crès, 1927.
- Les Notes de l'oreiller, Éditions Stock, 1928.
- Drames d'amour, Éditions Stock, 1929[20].
- Le livres des Nôs, drames légendaires du vieux Japon, 1929 (avec Émile Steinilber-Oberlin)[25].
- Le prêtre et ses disciples, Les éditions Rieder, 1932.
- Le Bouddhisme, Félix Alcan, 1935.
- Haïkai de Bashô et de ses disciples, Institut international de coopération intellectuelle, 1936[20].
- Le double suicide du Tribeyama, 1936[26].
- La Saison du soleil, Éditions Julliard, 1957[20].

Du français au japonais :
- Paris, 1929.
- Croquis de Paris, 1934[19].

### Articles
Dans Comœdia :
- UZA, grand acteur du théâtre classique japonais est à Paris, 13 juillet 1928[12]
- Le Japon est-il fasciné par l'Amérique et la nouvelle Russie, 24 juillet 1929[9]
- Comment « Topaze » a été apprécié au Japon, 5 juillet 1931[13]

Autres :
- Il nous est impossible de témoigner la moindre confiance à l'Allemagne, La Liberté, 17 mars 1940[19]